# Anemone trifolia
Anemone trifolia es una especie de planta fanerógamas perteneciente a la familia (Ranunculaceae). Es muy semejante a A. nemorosa y vive en casi las mismas áreas, distinguiéndose de esta especie en el color de sus anteras que son blancas, en contraste con A. nemorosa que son amarillas.

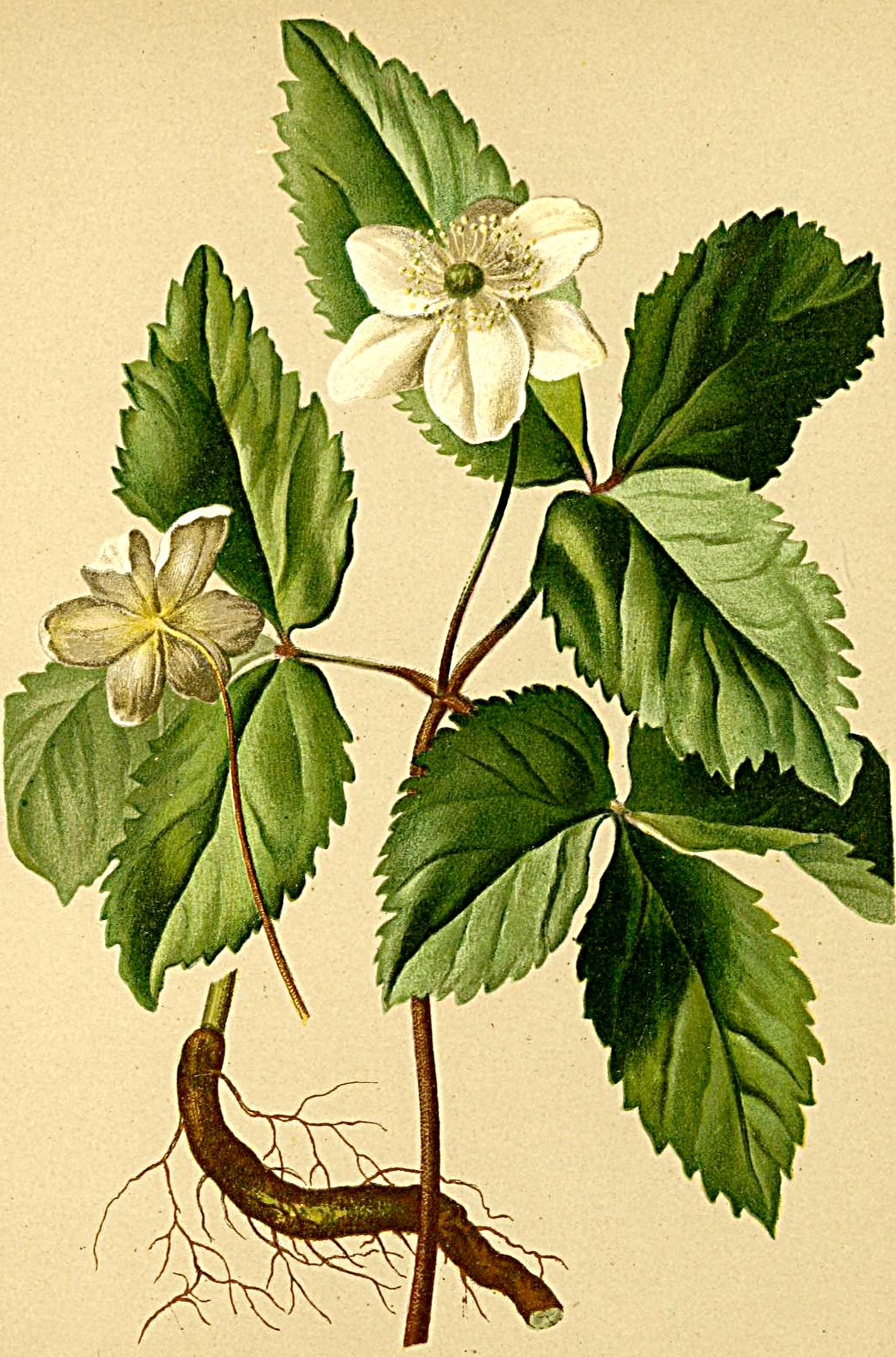
Ilustración

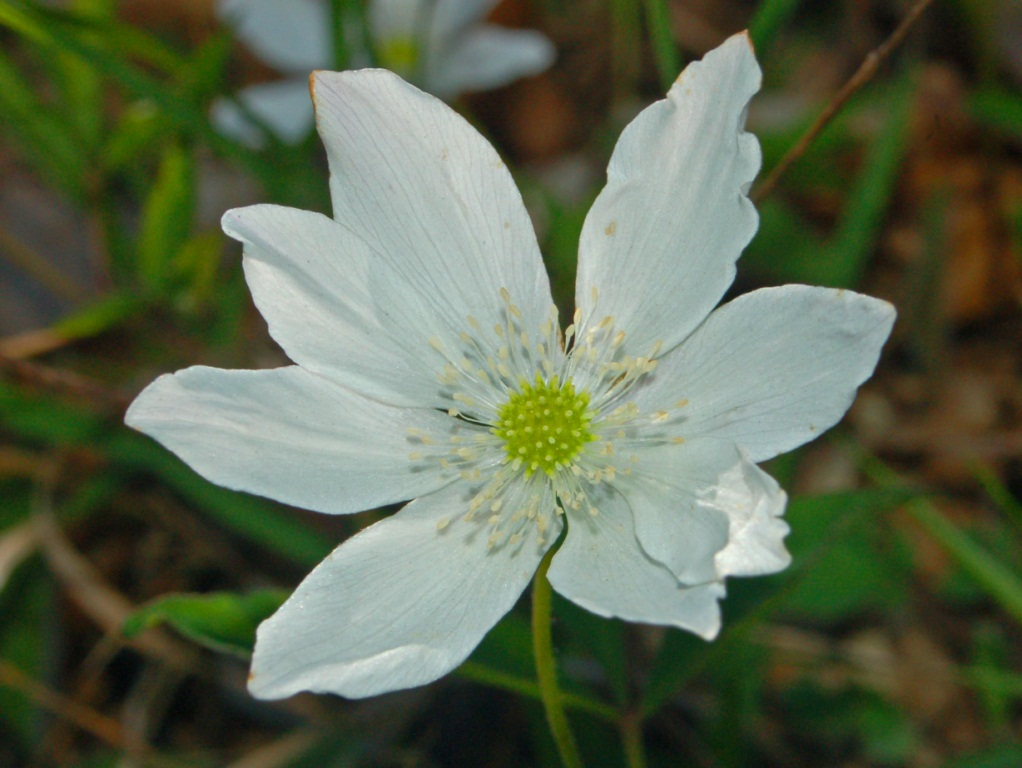
Detalle de la flor

## Descripción
Es una planta herbácea perenne que alcanza los 10-30 cm de altura. Tiene flores blancas de 2 cm de diámetro con seis tépalos elípticos y como en casi todos los de su género tiene las hojas divididas en tres segmentos lanceolados y forman grupos de tres hojas por tallo. El rizoma que se encuentra debajo de la superficie tiende a formar densos grupos.

## Taxonomía
Anemone trifolia, fue descrita por Carlos Linneo y publicado en Species Plantarum 1: 540, en el año 1753.
Etimología
El nombre del género Anemone viene del griego ἄνεμος (anemos, que significa viento), por una antigua leyenda que dice que las flores sólo se abren cuando sopla el viento.
Trifolia: epíteto latíno que significa "con tres hojas".
Sinonimia
- Anemone nemorosa subsp. trifolia (L.) Ces.
- Anemone trifolia subsp. brevidentata Ubaldi & Puppi
- Anemonoides trifolia (L.) Holub
- Anemonoides trifolia subsp. brevidentata (Ubaldi & Puppi) Galasso, Banfi & Soldano[4]

subsp. albida (Mariz.) Tutin
- Anemone albida Mariz.
- Anemonoides albida (Mariz) Holub
- Anemonoides trifolia subsp. albida (Mariz) Galasso, Banfi & Soldano[5]